# Wie Pech & Schwefel
Wie Pech & Schwefel è il quarto album in studio del gruppo folk rock tedesco Schandmaul, pubblicato il 26 aprile 2004 dalla F.A.M.E. Records.

## Tracce
1. Leb! – 3:54
2. Drachentöter – 4:23
3. Tyrann – 3:48
4. Kalte Spuren – 5:13
5. Geisterschiff – 4:27
6. Das Tuch – 4:42
7. Stein der Weisen – 5:15
8. Der Sumpf – 5:03
9. Das Duell – 3:23
10. Die Flucht – 4:05
11. Der Schatz – 3:51
12. Reich der Träume – 5:08
13. Klagelied – 4:06
14. Verbotener Kuss – 3:48
15. Folk You – 2:02

## Formazione
- Thomas Lindner – voce, chitarra acustica, fisarmonica
- Martin Duckstein – chitarra elettrica, chitarra acustica, voce
- Birgit Muggenthaler – flauti, ciaramella, cornamusa, voce
- Anna Kränzlein – violino, ghironda, voce
- Mathias Richter – basso
- Stefan Brunner – batteria, percussioni, voce

## Classifiche
| Classifica (2004) | Posizione massima |
| ----------------- | ----------------- |
| Germania          | 13                |